# Подростковый ситком
Подростковая ситуационная комедия или подростковый ситком (англ. Teen sitcom) — жанр комедийных телесериалов, в центре повествования которых — жизнь персонажей-подростков или людей, едва вышедших из этого возраста. Основной сюжет каждой серии часто включает главного героя, на котором сосредоточена программа, в то время как второстепенные сюжетные линии часто сосредоточены на родителях персонажей, братьях и сёстрах (тех, кто не играет главных ролей, если таковые имеются) или друзьях, хотя второстепенные персонажи иногда также могут быть вовлечены в основной сюжет эпизода.
Наиболее распространённые эпизодические сюжетные линии, используемые в подростковых ситкомах, включают главного героя, имеющего дело с семьёй и друзьями, в конечном итоге оказывающихся в сложной ситуации (например, родители главного героя, не разрешающие им попробовать себя в школьной спортивной команде из-за своего пола), которую персонажи должны решить к концу эпизода. Алкоголизм и, возможно, даже злоупотребление психоактивными веществами) также могут быть представлены в том, что иногда называют «очень особенными эпизодами».
Хотя подростки являются основной аудиторией этих программ, эти программы также популярны среди молодёжи. Пожилые люди могут наслаждаться ими в ностальгических целях. Как и подростковые драмы, этот жанр также, как правило, отсутствовал в течение первых 30 лет телевидения.

## История

### 1940—1980-е годы
Когда ситкомы достигли своего пика в 1950-х и 1960-х годах, эти программы должны были быть ориентированы на семью. Ситкомы 1950-х и 1960-х годов, такие как «Оставь это Бобру», «Отец знает лучше», «Приключения Оззи и Харриет» и «Шоу Донны Рид», были популярны среди подростков, а также среди всей семьи. Жанр подросткового кино был популярен в 1960-х годах и проложил путь к жанру подросткового ситкома.
Самым ранним предком подросткового ситкома был «Познакомьтесь с Корлисс Арчер», телевизионная адаптация популярного радиошоу о девочке-подростке, которое ненадолго транслировалось в синдикации в 1954 году. Первым подростковым ситкомом в крупной сети был «Много любви Доби Гиллиса», ситком канала CBS 1959—1963 годов, основанный на студенческих рассказах юмориста Макса Шульмана. Доби Гиллис следил за приключениями мальчика-подростка и его друзей через среднюю школу, армию и колледж и был первой телевизионной программой США, в которой были представлены подростки (роль исполняют Дуэйн Хикман и Боб Денвер, актёры в возрасте двадцати лет) в качестве главных героев.
В середине 1960-х годов создание ситкомов, таких как «The Monkees» и «Гиджет», было в первую очередь ориентировано на подростковую аудиторию. Ситком канала ABC 1969—1974 годов «Семейка Брейди» был очень популярен среди молодой аудитории, особенно среди подростков и молодых подростков, как и его конкурент «Семья Партриджей», премьера которого состоялась в 1970 году. В 1970-х годах также были представлены подростковые ситкомы, такие как «Что происходит!!», «Счастливые дни (телесериал)» и «Добро пожаловать назад, Коттер».
В 1980-е годы такие телесериалы, как «Факты жизни», «Серебряные ложки», «Квадратные колышки», «Семейные узы», «Семья Хоган», «Кто здесь босс?», «Растущие боли», «The New Leave It To Beaver», «Два моих пап» и «Доброе утро, Мисс Блисс», были чрезвычайно популярны, особенно среди молодёжи.

### 1990-е годы
Ситкомы, ориентированные на подростков, стали более популярными с 1990-х годов; в течение этого десятилетия такие программы постепенно стали довольно распространёнными как в вещательных, так и в кабельных сетях. Хотя соответствующие социальные проблемы, связанные с демографией, были показаны в предыдущих сериалах, сериал «Блоссом» регулярно фокусировался на таких вопросах, а эпизоды касались таких тем, как употребление наркотиков, оружие и секс подростков.

## Другие примеры

### ABC
- Шаг за шагом (телесериал, США)
- Парень познаёт мир
- Дела семейные
- Сестра, сестра
- Бестолковые
- Сабрина — маленькая ведьма
- Кларисса

### NBC
- Спасённые звонком
- Калифорнийские мечты
- Время зависания
- Городские парни
- Один мир

### Fox, The WB и UPN
- Шоу 70-х
- Малкольм в центре внимания
- Женаты… с детьми
- Паркер Льюис не может проиграть
- Несчастливы вместе
- За что тебя люблю
- Один на один
- Все ненавидят Криса

### MTV
- Дарья
- Трудные времена RJ Berger
- Неуклюжая

### Nickelodeon
- Эй чувак
- Приветствуйте свои шорты
- Добро пожаловать, первокурсники
- Раундхаус
- Колдовская история
- Приключения Пита и Пита
- Тайный мир Алекс Мак
- Мой брат и Я
- Тру Джексон
- Опасный Генри

### Disney Channel
- Лиззи Магуайер
- That’s So Raven
- Волшебники из Вэйверли Плэйс
- Ханна Монтана
- Всё тип-топ, или Жизнь Зака и Коди
- Всё тип-топ, или Жизнь на борту
- Джесси
- Танцевальная лихорадка!
- Собака точка ком
- В ударе